# 云南野生动物园

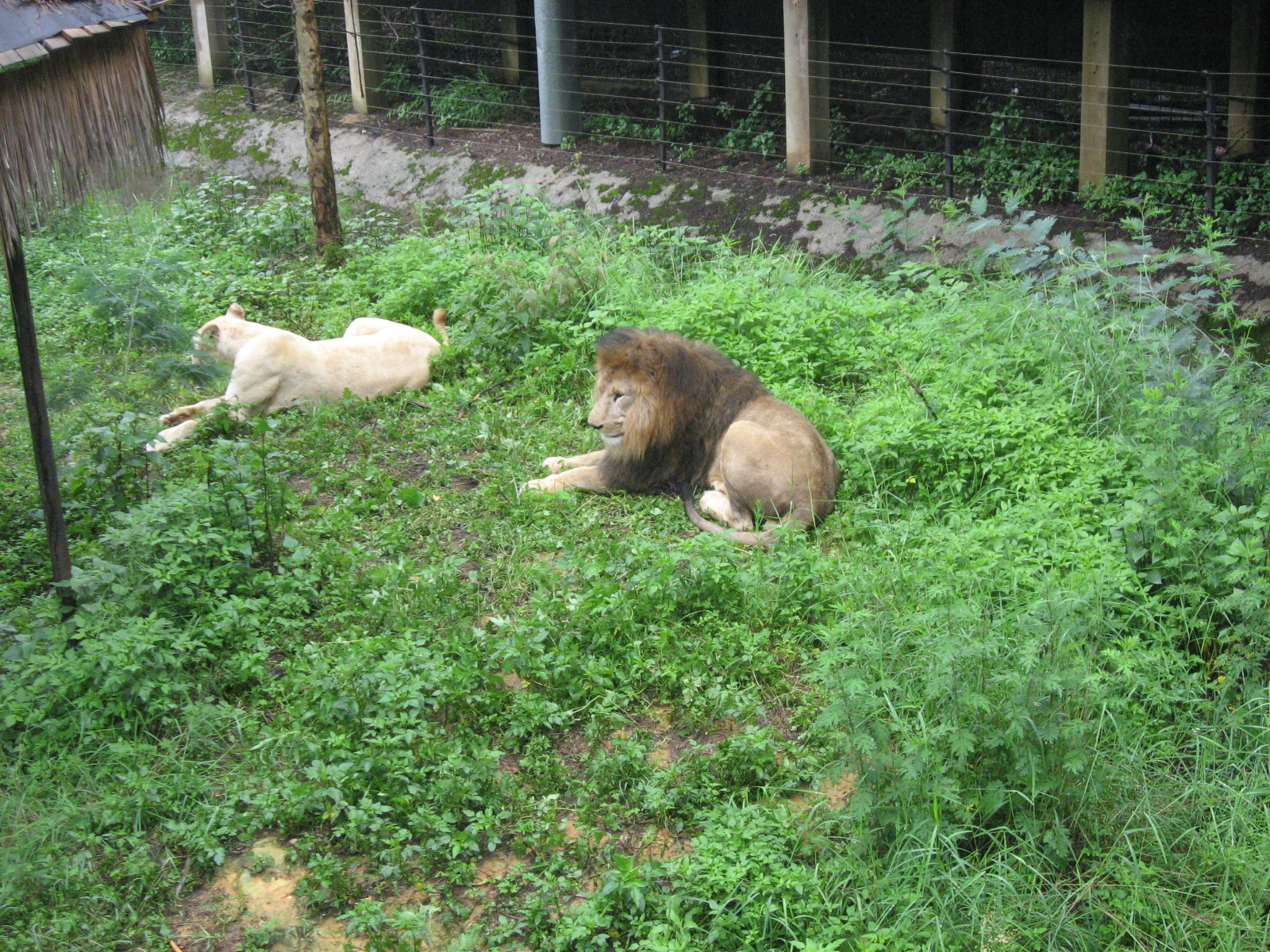
云南野生动物园内的狮子

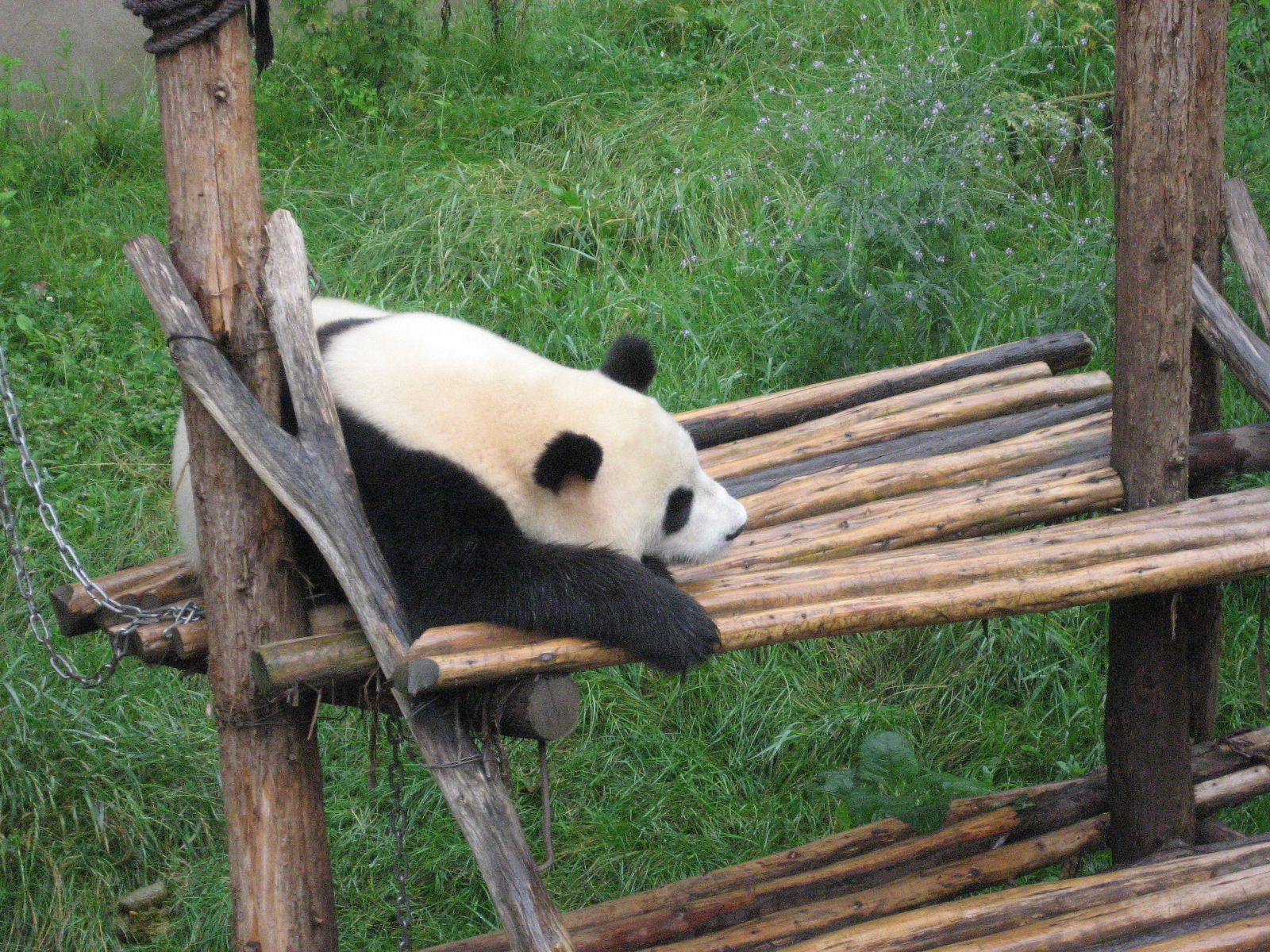
云南野生动物园内的大熊猫

云南野生动物园，位于云南省昆明市盘龙区金殿国家森林公园内。

## 简介
云南野生动物园隶属于云南湄公河投资有限公司，于2004年正式向游客开放。该动物园以展示云南“动物王国”为主题，拥有200多种共10000余只野生动物。该动物园设有“动物幼儿园”、“珍稀动物展示区”、“大熊猫馆”、“狮虎山庄”等景点，还设有三个动物表演场。
该动物园每年都举办“寻蛋大会”，由动物园向市民征集各种奇异的蛋，埋在动物园内的寻蛋草地，游客可以在草地内寻找这些蛋，找到后便可带回家。这项活动受到游客欢迎。2014年1月1日至5日，第八届寻蛋大会举行。